# Ireneusz Bobrowski
Ireneusz Bobrowski (ur. 19 listopada 1954 w Warszawie) – polski językoznawca, profesor nauk humanistycznych.

## Życiorys
W 1978 roku ukończył studia na Katolickim Uniwersytecie Lubelskim. Studiował też w Nijmegen w Holandii. Rozprawę doktorską pt. Cechy subkategoryzacji czasowników przechodnich we współczesnym języku polskim, której promotorem był Marian Kucała, obronił w 1982 roku w Instytucie Języka Polskiego PAN. Stopień naukowy doktora habilitowanego uzyskał tamże w 1990 w oparciu o rozprawę Gramatyka generatywno-transformacyjna a uogólniona gramatyka struktur frazowych. Postanowieniem Prezydenta RP z 22 sierpnia 1995 roku otrzymał tytuł naukowy profesora nauk humanistycznych.
Po uzyskaniu magisterium, podjął w 1978 roku pracę w Instytucie Języka Polskiego PAN, gdzie w 1990 roku objął stanowisko docenta. Od 2002 do 2008 roku był dyrektorem IJP PAN. Nadto był kierownikiem Katedry Językoznawstwa Ogólnego i Indoeuropejskiego  Wydziale Filologicznym Uniwersytetu Jagiellońskiego. W przeszłości związany był również z Wyższą Szkołą Pedagogiczną w Kielcach, przekształconą następnie w Akademię Świętokrzyską, a następnie w Uniwersytet Jana Kochanowskiego, gdzie w latach 90. sprawował funkcję dyrektora Instytutu Filologii Polskiej. Współpracował również z Wyższą Szkołą Zarządzania w Rzeszowie.
Zajmuje się językoznawstwem, metajęzykoznawstwem i  filozofią językoznawstwa. Jest członkiem Komisji do Oceny Podręczników Szkolnych Polskiej Akademii Umiejętności i Komitetu Językoznawstwa Polskiej Akademii Nauk.

## Wybrane publikacje
- Cechy subkategoryzacyjne polskich czasowników przechodnich, Wrocław 1985
- Gramatyka generatywno-transformacyjna (TG) a uogólniona gramatyka struktur fazowych (GPSG). Próba porównania i oceny obu teorii z punktu widzenia ich przydatności do opisu wybranych faktów składniowych polszczyzny, Wrocław 1988
- Językoznawstwo racjonalne. Z zagadnień teorii językoznawczej i metodologii opisów gramatycznych, Kraków 1993
- Gramatyka opisowa języka polskiego. Zarys modelu generatywno-transformacyjnego, t. 1, Kielce 1995
- Gramatyka opisowa języka polskiego. Zarys modelu generatywno-transformacyjnego, t. 2, Kielce 1998
- Zaproszenie do językoznawstwa, Kraków 1998
- Składniowy model polszczyzny, Kraków 2005
- Problems of Methodology and Philosophy in Linguistics, Frankfurt am Main 2015
- Zagadnienia metodologii i filozofii językoznawstwa, Kraków 2020
- Rodzaj w gramatyce polskiej. Interpretacja składniowa, Kraków 2024